# Casa Massó
La Casa Massó o cal Massó, o també ca l'Auqué Pujol, és un edifici del municipi de Reus (Baix Camp), situat al raval de Jesús, 40, inclòs en l'Inventari del Patrimoni Arquitectònic de Catalunya com a Bé Cultural d'Interès Local.

## Descripció
És un edifici de caràcter palatí, entre mitgeres, amb dues plantes i golfa. El portal d'accés està descentrat respecte a l'ample de la façana i és una composició amb reminiscències barroques en els elements ornamentals de la porta i en els ulls de bou de la golfa. Els esgrafiats de la façana i la decoració interior són molt interessants. Un balcó corregut, centrat amb la porta d'entrada, ajunta tres balconeres, i en deixa una de sola a l'esquerra.

## Història
La casa es va construir a inicis del segle xix, cap al 1804, segons diu la clau de pedra a l'arc de la portalada, on també hi ha, esculpides, les inicials del primer propietari, A. M. (Anton Massó). L'any 1929, el propietari Enric Auqué va refer els revestiments malmesos de la façana, la va pintar i hi va afegir els esgrafiats amb motius vegetals i els baixos relleus amb gerres. A principis del segle xx al pis principal, s'hi va instal·lar l'oficina d'administració de l'Institut Pere Mata.